# 格林威治公園
格林威治公園（英語：Greenwich Park）是位於英國格林威治的一座公園，曾是英國皇室的狩獵地。格林威治公園是倫敦東南部最大的綠地之一，也是倫敦御苑之一，並且是首座圈定範圍的御苑（1433年）。格林威治公園的面積達74公頃（180英畝）。在格林威治公園看到的倫敦全景經常被用來作為倫敦景色的代表。格林威治公園也是2012年奧運會的比賽場地之一，但當地居民反對公園舉辦奧運並發起署名運動，收集到超過12,000人的署名。

## 外部連結
- 官方网站
- London 2012 Olympics profile